# Xorides
Xorides är ett släkte av steklar som beskrevs av Pierre André Latreille 1809. Xorides ingår i familjen brokparasitsteklar.

## Bildgalleri

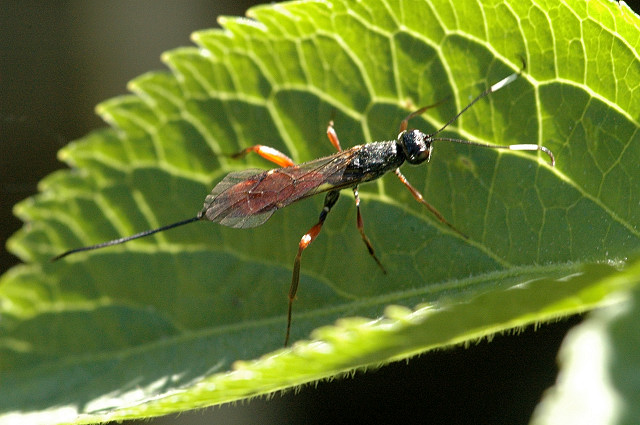
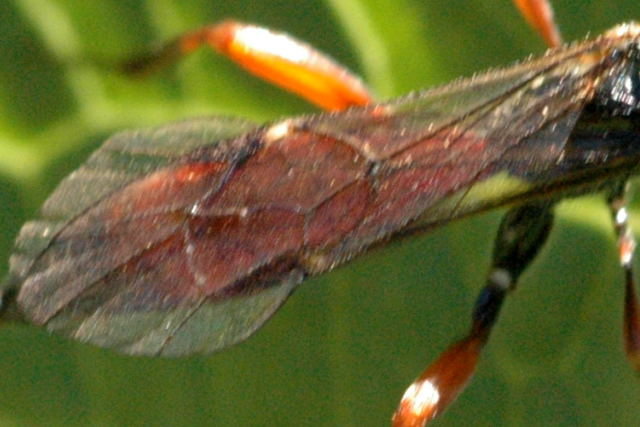
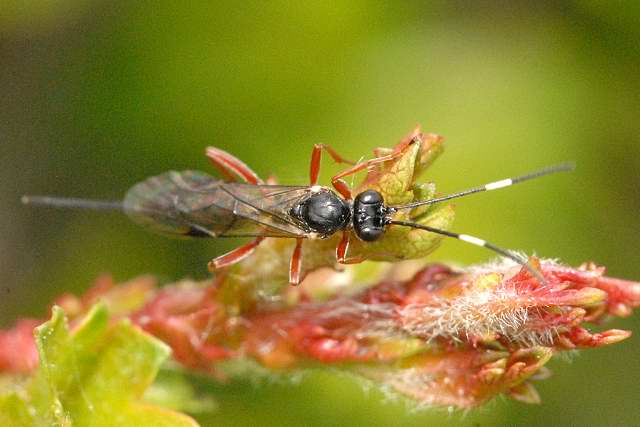

## Dottertaxa tillXorides, i alfabetisk ordning[1][2]
- Xorides abaddon
- Xorides aciculatus
- Xorides aculeatus
- Xorides albimaculatus
- Xorides albopictus
- Xorides alpestris
- Xorides amissiantennes
- Xorides annulator
- Xorides annulatus
- Xorides antennalis
- Xorides anthracinus
- Xorides armidae
- Xorides asperus
- Xorides ater
- Xorides atrox
- Xorides australiensis
- Xorides austriacus
- Xorides berlandi
- Xorides boharti
- Xorides brachylabis
- Xorides brookei
- Xorides caerulescens
- Xorides caeruleus
- Xorides calidus
- Xorides californicus
- Xorides carinifrons
- Xorides centromaculatus
- Xorides cerbonei
- Xorides chalybeator
- Xorides cincticornis
- Xorides citrimaculatus
- Xorides confusus
- Xorides corcyrensis
- Xorides crassitibialis
- Xorides crudelis
- Xorides csikii
- Xorides deplanatus
- Xorides depressus
- Xorides eastoni
- Xorides elizabethae
- Xorides ephialtoides
- Xorides erigentis
- Xorides erythrothorax
- Xorides euthrix
- Xorides exmacularis
- Xorides exquisitus
- Xorides filiformis
- Xorides flavopictus
- Xorides flavotibialis
- Xorides formosanus
- Xorides formosulus
- Xorides fracticornis
- Xorides frigidus
- Xorides fulgidipennis
- Xorides fuligator
- Xorides funiuensis
- Xorides furcatus
- Xorides giganticus
- Xorides gloriosus
- Xorides gracilicornis
- Xorides gravenhorstii
- Xorides harringtoni
- Xorides hedwigi
- Xorides hiatus
- Xorides hingganensis
- Xorides hirtus
- Xorides hulstaerti
- Xorides humeralis
- Xorides humos
- Xorides idunae
- Xorides ilignus
- Xorides immaculatus
- Xorides indicatorius
- Xorides indicus
- Xorides insularis
- Xorides investigator
- Xorides iodes
- Xorides irrigator
- Xorides iwatensis
- Xorides jakovlevi
- Xorides jezoensis
- Xorides jiyuanensis
- Xorides karnaticus
- Xorides konduensis
- Xorides konumensis
- Xorides lambei
- Xorides lissopunctus
- Xorides longicaudus
- Xorides maculatus
- Xorides maculiceps
- Xorides maculipennis
- Xorides madronensis
- Xorides magnificus
- Xorides maudae
- Xorides mayumbensis
- Xorides medius
- Xorides mindanensis
- Xorides minimus
- Xorides minutus
- Xorides mirabilis
- Xorides nasensis
- Xorides neoclyti
- Xorides niger
- Xorides nigricaeruleus
- Xorides nigristomus
- Xorides ornatus
- Xorides peniculus
- Xorides philippinensis
- Xorides pictus
- Xorides pissodius
- Xorides planus
- Xorides plumicornis
- Xorides praecatorius
- Xorides praestans
- Xorides propinquus
- Xorides propodeum
- Xorides rileyi
- Xorides rubrator
- Xorides rudis
- Xorides ruficeps
- Xorides rufipes
- Xorides rufipleuralis
- Xorides rufomaculatus
- Xorides rusticus
- Xorides sapporensis
- Xorides scaber
- Xorides secos
- Xorides sejugatus
- Xorides semirufus
- Xorides sepulchralis
- Xorides serratitibia
- Xorides shevyrevi
- Xorides similis
- Xorides sinoxyli
- Xorides smithi
- Xorides spectabilis
- Xorides splendens
- Xorides stepposus
- Xorides stigmapterus
- Xorides strandi
- Xorides syrinx
- Xorides tamora
- Xorides tarsalis
- Xorides thanatos
- Xorides tornatus
- Xorides townesi
- Xorides tumidus
- Xorides tuqiangensis
- Xorides weii
- Xorides wenzeli
- Xorides vitalisi
- Xorides vitiosus
- Xorides xanthisma
- Xorides yamai